# Rafael Rodríguez Arias
Rafael Rodriguez de Arias y Fernandez de Villavicencio (San Fernando, 11 maggio 1823 – Madrid, 2 agosto 1892) è stato un ammiraglio e politico spagnolo, che fu Ministro della marina nei governi presieduti da Juan de Zavala y de la Puente (13 maggio- 3 settembre 1874) e Práxedes Mateo Sagasta, (3 settembre-31 dicembre 1874 e 13 gennaio-13 ottobre 1983) e nei quattro governi consecutivi di Manuel Ruiz Zorrilla (10 ottobre 1886-21 gennaio 1890). Fu forte propugnatore del potenziamento della Armada, presentando nel 1887 una apposita legge.

## Biografia
Nacque a San Fernando l'11 maggio 1823. Nel settembre 1836 superò gli esami di ammissione preso la Junta de Jefes e si arruolò nella Real Armada Española, imbarcandosi in successione sui brigantini Jasón, Marte e Patriota, e sulle fregate Esperanza e Isabel II, quest'ultima incorporata nelle forze navali del nord, partecipando alla prima guerra carlista. Nel 1842 fu promosso alfiere, e nel 1844 fu imbarcato sulla fregata Reina María Cristina partecipando al blocco di Alicante e dell'arsenale di Cartagena durante una delle insurrezioni dell'epoca. Partecipò poi al bombardamento di Tangeri effettuato dalla squadra navale francese dell'ammiraglio principe de Toinville. Il 18 agosto 1847 fu promosso tenente de navío, assumendo il comando dello sloop Donacíon e portandosi a Cuba al fine di contrastare il traffico di schiavi, ed effettuare servizio di trasporto posta nelle Antille. Nel 1852 assunse il comando della goletta Cruz, e nel 1854, per la sua collaborazione nella repressione della rivolta nelle Isole Canarie, la Giunta dell'isola di Santa Cruz gli conferì il grado di comandante dell'esercito. Il 25 novembre 1857 fu promosso capitano di fregata, e nel 1858 assunse il comando del piroscafo a ruote Blasco de Garay, assegnato alla squadra navale che aveva il compito di sottomettere al domino spagnolo l'isola di Santo Domingo. Partecipò alle operazioni belliche per l'invasione del Messico, bloccando, e successivamente conquistando, il porto di Veracruz e alzando la bandiera spagnola su San Juan de Ulúa. Nel 1862 fu posto al comando del piroscafo a ruote Vasco Núñez de Balboa, e poi venne promosso capitano di vascello il 5 luglio 1864. Nel 1868 divenne comandante della fregata di prima classe Villa de Madrid, dotata di 50 cannoni e un apparato motore da 1.000 hp e con essa prese parte, sotto il comando di Juan Bautista Topete, alla rivolta di settembre che portò alla concessione della costituzione nota come La Gloriosa. Fu poi nominato Segretario della direzione generale della Armada e direttore del personale. Il 27 agosto 1872 fu promosso contrammiraglio, assumendo poi il comando della squadra navale del Mediterraneo.
Il 13 maggio 1874 fu nominato Ministro della Marina, incarico che ricoprì sino al 31 dicembre di quell'anno. Nel 1880 fu nominato comandante generale della squadra navale delle Filippine, ritornando a ricoprire l'incarico di Ministro della Marina il 13 gennaio 1883. Il 13 ottobre di quell'anno lasciò il dicastero per andare ad assumere l'incarico di capitano generale del dipartimento navale di Cadice. Il 10 ottobre 1886 fu nominato di nuovo Ministro della Marina, dando vita nel 1887 ad un piano di potenziamento dell'Armada che portò alla costruzione di molte delle navi che poi presero parte alla guerra ispano-americana del 1898. Fu promosso viceammiraglio il 14 ottobre 1886, divenendo effettivo nel grado solo quando lasciò il dicastero della Marina il 21 gennaio 1890. Re Alfonso XII lo nominò senatore a vita. Si spense a Madrid il 2 agosto 1892.

### Fonti
1. 1 2 3 4 5 6 7 8 9 10 11 12 13 14 15 16 17 18 19  Todoavante.